# Cerco de Homs

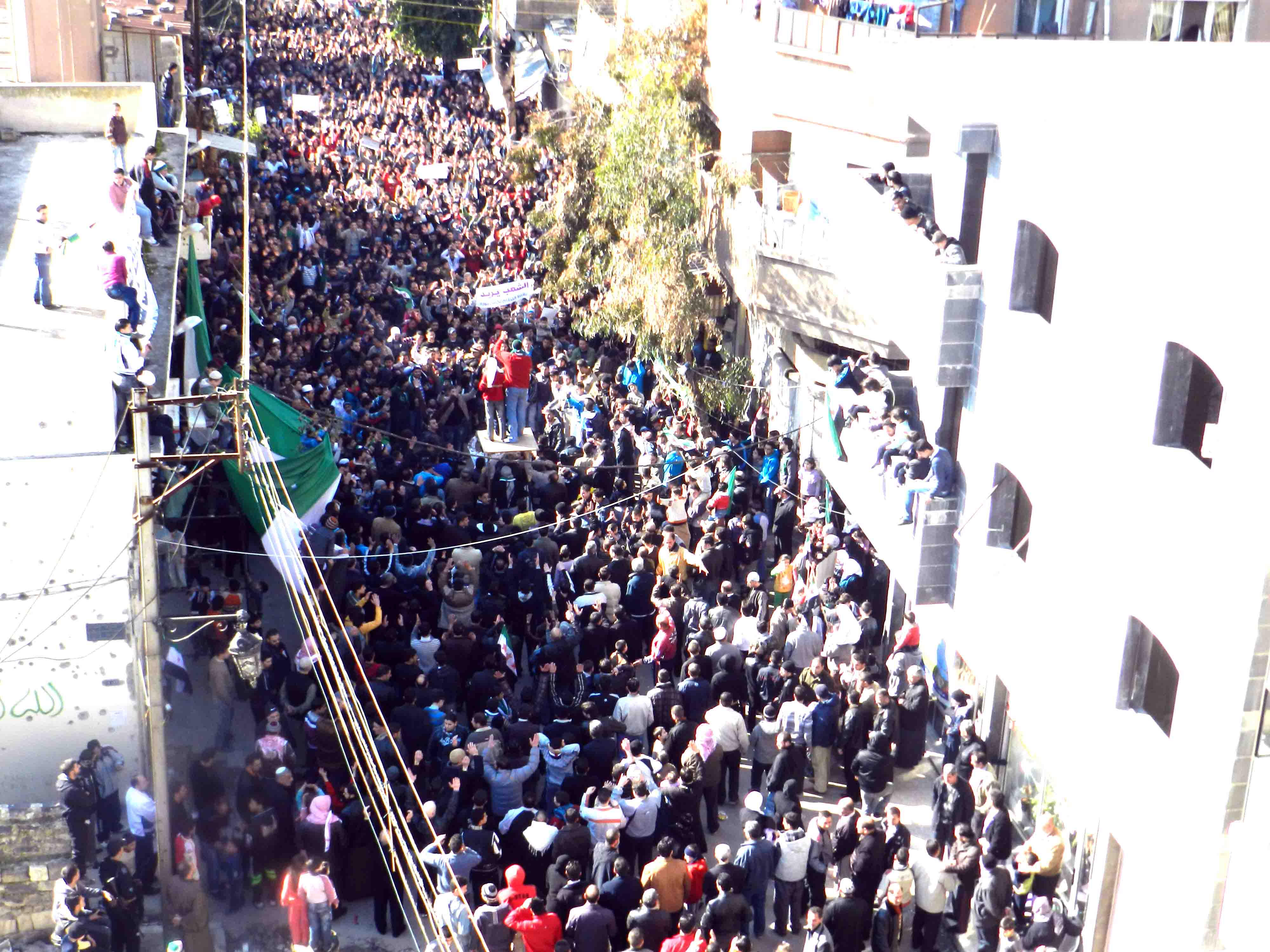
Manifestantes anti-governo marchando pelas ruas de Homs

O Cerco de Homs foi uma série de operação de combate conduzidas por forças militares leais ao presidente Bashar al-Assad, no âmbito da Guerra Civil Síria, contra a cidade de Homs que, segundo o governo, estava sob controle de "grupos terroristas". Enquanto isso, a oposição ao regime e a comunidade internacional chamavam os ataques de tentativas de supressão de movimentos pró-democracia. Começando em abril de 2011, os protestos populares contra o governo rapidamente virou uma sangrenta batalha, com combates nas ruas sendo travados pelas forças de segurança contra soldados desertores e civis armados do auto-proclamado Exército Livre da Síria, apoiados por milicianos jihadistas. Homs, a terceira maior cidade da Síria, tinha uma população de aproximadamente 800 mil pessoas antes da guerra e fica a 160 km da capital, Damasco. Muitos sírios se referiam a Homs como a "Capital da Revolução". Em maio de 2014, os últimos combatentes rebeldes se retiraram e o regime anunciou que havia assumido total controle da região.
Segundo informações de ativistas de direitos humanos, em meados de 2014, mais de 28 mil pessoas já haviam morrido em Homs. O total real ainda não é possível de ser medido, mas acredita-se que muitas mais mortes tenham acontecido. A grande maioria das fatalidades acabaram sendo de civis, mortos nos bombardeios e no fogo cruzado.

## A batalha

### Movimentos iniciais
Em 15 março de 2011, uma série de protestos anti-governo tomaram conta das grandes cidades da Síria. As manifestações chegaram a Homs em 18 de março. Os protestos continuaram em abril, mas o governo decidiu enviar tropas do exército para retomar o controle total da cidade. O resultado foi centenas de mortes entre os manifestantes.
Em 6 de maio, após uma operação bem sucedida para sufocar protestos em Daraa, os militares sírios iniciaram um pesado cerco contra Homs a fim de dominar de novo o município. Só no primeiro dia, 15 manifestantes foram mortos, segundo a oposição, e ao menos 11 soldados e policias também perderam a vida, segundo o governo. Em 8 de maio, tanque do governo avançaram pela cidade e pesados combates foram reportados por vários distritos de Homs. Para essa ofensiva, o fornecimento de eletricidade para a cidade foi cortado. Em 20 de maio, forças do exército abriram fogo contra outra manifestação da oposição matando ao menos 30 pessoas.

### Primeiros grandes combates
Em julho, os militares lançaram sua primeira grande ofensiva para tomar a cidade e o resultado foi uma enorme quantidade de mortos em ambos os lados. Em julho, o bairro de Bab al-Sebaa foi tomado pelo Exército Livre da Síria, milícia formada por soldados desertores do exército e civis armados, em uma ofensiva relampago. Os distritos de Baba Amr e al-Qusur também foram palcos de intensos tiroteios entre forças contrárias e leais ao regime da família Assad.
Em novembro, novas ofensivas do governo terminaram na morte de mais de 100 pessoas. Os combates se intensificaram neste mês com os rebeldes contra-atacando para recuperar o terreno perdido e com o governo lançando várias investidas contra áreas controladas por opositores. Nestas operações, centenas de pessoas foram mortas e a situação humanitária da cidade se deteriorou.

### A luta torna-se generalizada
No fim de dezembro de 2011, cerca de dez monitores árabes chegaram na cidade como parte de uma missão da Liga Árabe para monitorar a situação dos direitos humanos naquele país. A missão foi duramente criticada por não pressionar o governo sírio a cessar os ataques. Frente a uma escalada da violência, a missão dos observadores foi suspensa.
Em 3 de fevereiro, o exército rebelde atacou postos de controle das forças armadas sírias, matando 10 soldados. As forças do regime sírio então intensificaram o bombardeio a cidade com tanques, helicópteros, artilharia, foguetes e também disparos de morteiros. O governo Assad negou o bombardeio indiscriminado de civis e culpou "grupos armados" pela morte de civis e inocentes, incluindo também as mortes de jornalistas estrangeiros.
Em 4 de fevereiro de 2012, tanques de guerra sírios e artilharia pesada abriram fogo contra a cidade matando pelo menos 200 pessoas, segundo a opisição. De acordo com o Exército da Síria Livre, além das mortes civis, 14 militares do governo e 4 combatentes da oposição também foram mortos no bombardeio ou nas lutas pelas ruas da cidade.
Em 6 de fevereiro, o bairro de Bab Amro, um reduto da oposição em Homs, voltou a ser bombardeado e em 24 de fevereiro foi recuperado por forças do governo. Um total de 12 pessoas teriam sido mortas. Um outro grupo de ativistas falaram que o número de mortos pode passar de 50. Moradores testemunharam que cerca de 150 veículos blindados do governo estavam nas cercanias da região Em 8 de fevereiro, ativistas também reportaram mais 48 mortos nos ataques. Eles também relataram que tanques de guerra entravam no bairro de Inshaat. Em Bayyada, um bairro de Homs, um carro-bomba teria matado centenas de pessoas entre civis e militares.
Em 9 de fevereiro, ativistas reportaram que mais 93 pessoas foram mortas em Homs devido a artilharia. Outro grupo de ativistas, contudo, reportaram que o número de mortos não passou de 57. Em 25 de fevereiro 2012, os bombardeios continuaram e causaram muitas mortes.
Em 28 de fevereiro, reforços das unidades de elite do exército sírio, comandados diretamente pelo irmão do presidente, assumiram suas posições em Homs e cercaram completamente a cidade.

### Impasse
Em 1 de março, a situação ainda era confusa devido a um "blackout" da mídia no importante bairro de Baba Amr. Enquanto os rebeldes declaravam que mantinham o controle do quarteirão, os militares anunciaram que estavam fazendo grandes progressos. O Conselho Revolucionário em Homs afirmou que não recebia mais informações vindas de Baba Amr. No fim deste mesmo dia, soldados sírios assumiram o controle do bairro de Baba Amr, de acordo com um anunciou do governo. Os rebeldes reportaram que o recuo da área foi uma decisão estratégica. Durante a retirada, pelo menos 17 combatentes da oposição teriam sido mortos por militares leais ao governo. Logo após o termino dos combates no bairro, o exército sírio teria dado o sinal verde para que grupos de direitos humanos levassem ajuda em forma de alimentos e remédios para os poucos moradores que ainda estavam residindo no local. Porém, os grupos depois teriam sua entrada negada em Baba Amr, local onde a ajuda era mais necessária, e classificou a interferência como "inaceitável". O Alto Comissariado da ONU para Refugiados (ACNUR) afirmou ter recebido relatos de execuções sumárias em Homs cometidos por forças do governo e o Rádio da BBC também relatou que militares estariam prendendo todos os cidadãos acima de 14 anos. Ainda em março, os Estados Unidos acrescentaram a rádio e televisão públicas da Síria a lista de sanções e de pessoas afetadas por elas, sendo, segundo o comunicado, apenas uma medida simbólica, para condenar um instrumento usado para ocultar e legitimar a violência perpetrada pelo regime. Em 6 de março, a TV estatal síria divulgou imagens de armas expostas nas ruas, granadas lançadas por foguetes, que segundo a TV eram dos "terroristas" e também mostraram imagens de dezenas de pessoas retornando as suas casas em Baba Amro entre ruas sujas e prédios parcialmente destruidos, embora Saleh Dabbakeh, do Comitê Internacional da Cruz Vermelha, tinha falado que eles não tinham recebido permissão ainda para entrar naquele bairro e checar a situação humanitária da região, mas de acordo com sua equipe, Homs aparentava estar mais tranquila.

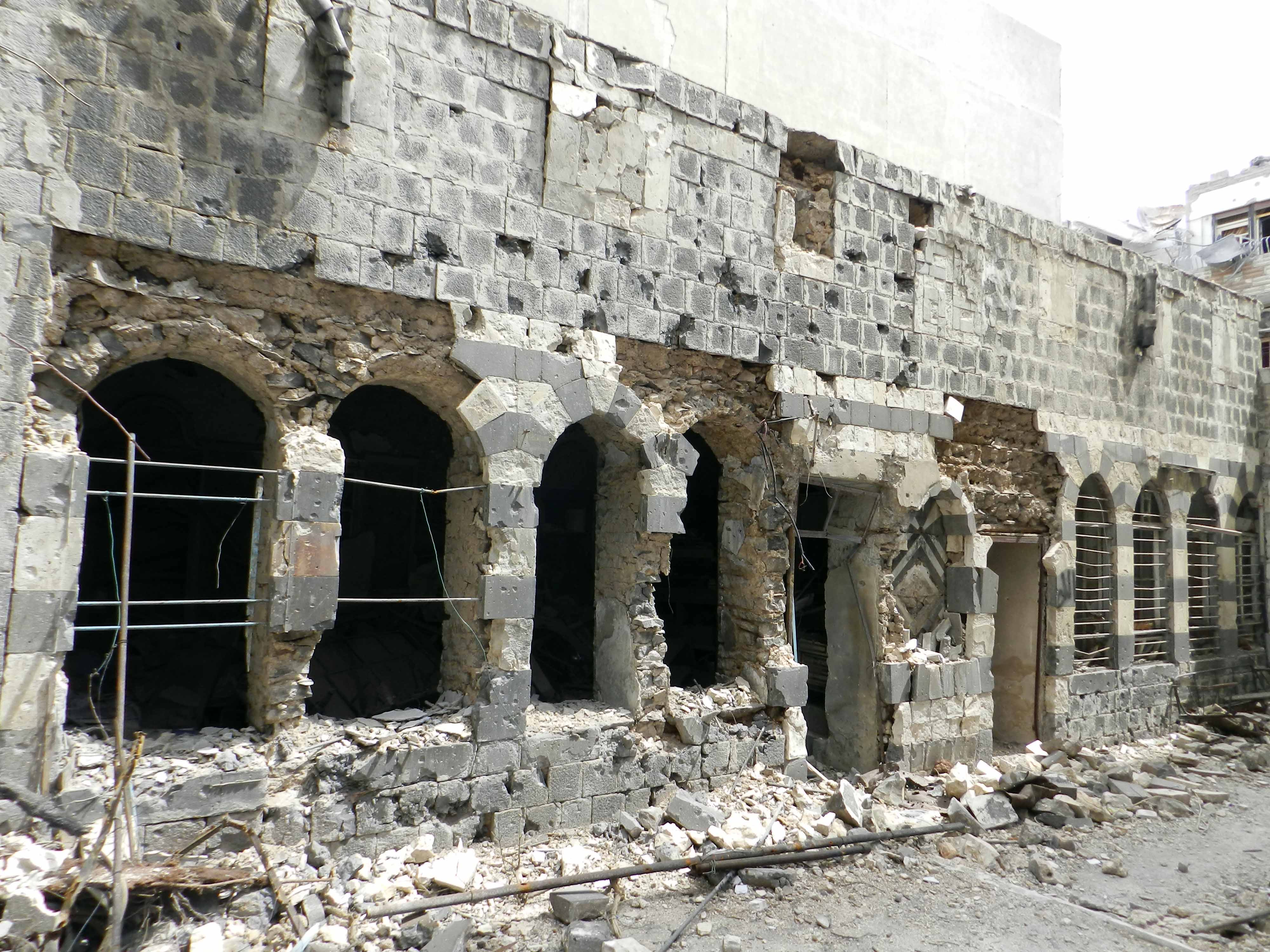
Destruição em Homs, após pesado bombardeio pelo exército da Síria, em abril de 2012

Frente aos bombardeios das forças de Assad, muitos moradores da cidade fugiram. Muitos deles falaram com jornalistas estrangeiros e relataram algumas das atrocidades que estariam acontecendo em Homs. Eles alertaram que tropas do governo haviam encurralado 36 homens e meninos em um distrito e então os mataram a queima-roupa. Testemunhas também falaram que soldados do exército do país estavam cortando a garganta de prisioneiros. Isso teria sido em resposta a deserção de uma unidade de militares de elite que teriam se recusado a obedecer ordens de assassinar civis. Em 5 de março de 2012, a agência de noticiais Channel 4 filmou um hospital militar em Homs mostrando evidências de abusos, de ferimentos de civis submetidos a torturas - eletrocutados, membros do corpo quebrados, espancados, etc. Moradores do bairro de Bab Amr teriam dito que estavam infurecidos com o Exército Livre da Síria e sua decisão de se retirar e um deles até teria dito que os rebeldes estavam sendo covardes. Nos dias que se seguiram, a oposição continuou em retirada frente ao avanço implacavel das forças do governo. Em resposta a essas acusações da ONU de que os hospitais do país se transformaram em "centros de tortura", a Síria garantiu à organização que estes locais estam atendendo a todos os feridos independente da sua posição política, convidando a enviada das Nações Unidas, Valerie Amos, a checar todos os hospitais alegando que estes sofreram com sabotagens e "ataques terroristas". De acordo com os números do Observatório de Direitos Humanos da ONU, em março de 2011, a quantidade de mortos na Síria já passava de 8 mil, vitimas principalmente de confrontos armados, atentados e ações de repressão do regime.
A chefe da ajuda humanitária da ONU, Valerie Amos, em visita a Síria, disse que a situação de Homs é de "completa devastação" e que ainda ouvia-se tiroteios pela cidade em 7 de março. Amos também teve a sua entrada negada em áreas da cidade ainda controlada por opositores, mesmo depois que o governo prometeu acesso total a qualquer região do país.
Em de março, 30 tanques de guerra sírios teriam entrado no bairro de Karm al-Zeitoun. Logo após isso, foi reportado que tropas pró-governo massacraram 47 pessoas naquele distrito, sendo 26 crianças e 21 mulheres, e alguns supostamente tiveram sua gargantas cortadas, segundo ativistas. O Conselho Nacional Sírio (CNS), o principal grupo de oposição do país, convocou uma reunião de emergência no Conselho de Segurança da ONU para discutir o "massacre". Hadi Abdallah, um ativista sírio, afirmou: "Algumas crinças apanharam na cabeça com objetos duros, uma garotinha foi mutilada e algumas mulheres foram estupradas antes de serem mortas". Imagens e filmes foram feitos dos corpos. O governo sírio reconheceu a existência do massacre mas afirmou que "gangues armadas" foram os responsáveis.
Em maio de 2012, os rebeldes controlavam aproximadamente 20% da cidade com uma outra grande porção sendo disputada. Em 12 de agosto, os militares do governo lançaram uma nova ofensiva no bairro de al-Shamas e prenderam cerca de 350 pessoas. Segundo relatos, ao menos 10 pessoas deste grupo foram identificados como membros do Exército Livre da Síria e então foram sumariamente executados. Combates pesados também estavam sendo reportados no bairro de Bab Hood. Combates ainda acontecem por toda a cidade e, apesar do alto número de mortes, pouco terreno foi ganho ou perdido por qualquer um dos lados.
Em dezembro de 2012, o exército sírio tomou o distrito de Deir Ba'alba, encurralando os rebeldes na Cidade Velha e em Khalidya, seus últimos focos de resistência armada.

### Ofensivas do regime
Em janeiro de 2013, o governo lançou um pesado ataque contra o vilarejo de Basatin al-Hasawiya, que terminou com a morte de 106 civis. Os rebeldes contra-atacaram, avançando pela zona rural da cidade. O governo lançou sua própria ofensiva para recuperar o terreno cedido e acabaram perdendo 130 homens nas lutas, entre soldados e milicianos. Em 25 de janeiro, 120 civis e pelo menos 40 rebeldes armados foram mortos apenas neste dia em ataques das forças pró-Assad. Segundo a oposição, no fim de janeiro, o governo sírio reforçou suas linhas com pelo menos 10 mil novos combatentes para futuras campanhas. Em fevereiro, vários militantes da oposição armada vieram da cidade de Qusair para reforçar as forças rebeldes em Homs, mas o governo respondeu intensificando os bombardeios contra a região oeste da cidade.
Em março, o governo sírio lançou mais uma ofensiva para capturar os distritos da Cidade Velha, Jouret al-Shiah, Khaldiyeh e Qarabees. A luta foi pouco frutífera e muita gente morreu em ambos os lados. Os rebeldes respoderam contra-atacando em Baba Amr, em 10 de março. Os militares de Bashar al-Assad intensificaram os bombardeios nas áreas controladas pela oposição, utilizando aviões e canhões de artilharia. Em meados de março, rebeldes anti-governo haviam reconquistado os bairros de Bab houd, al-Turkman, Bab Dreib, Bab Tadmur e al-Sefsafa. O exército sírio mais uma vez respondeu com pesados ataques de artilharia e pequenas ofensivas. No fim do mês, o exército recuperou o distrito de Baba Amr e expulsou as forças rebeldes das proximidades.
No começo de maio de 2013, o exército sírio, apoiado pela milícia Hezbollah e por combatentes iranianos, lançou uma pesada ofensiva terrestre contra aéreas de Homs ainda sob controle de rebeldes armados. Segundo informações de ativistas locais, as forças do governo retomaram o controle do bairro de Wadi al-Sayeh, assim isolando boa parte dos últimos grandes bolsões de resistência dos militantes da oposição na cidade. Em 19 de maio, a fim de cortar uma importante rota de suprimentos dos rebeldes a província de Homs, o exército sírio iniciou uma grande ofensiva para capturar a cidade de Qusayr, na fronteira libanesa. A cidade cairia duas semanas mais tarde, complicando assim a situação de abastecimento da cidade.

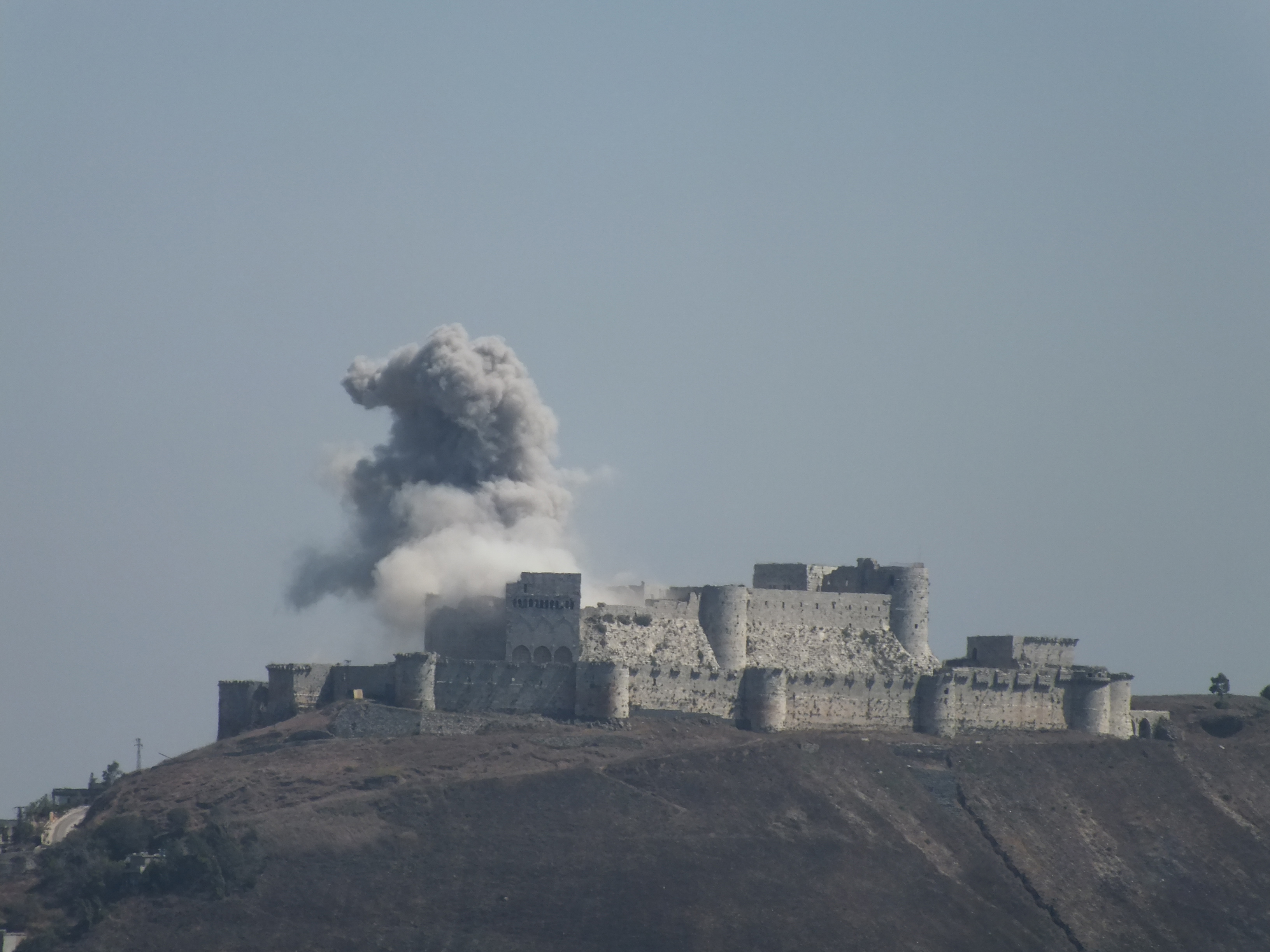
Fortaleza dos Cavaleiros sob fogo da artilharia do governo sírio

Ao fim de junho, militares sírios lançaram uma série de ofensivas terrestres, apoiados por aeronaves e artilharia, para tentar tomar os principais focos de resistência dos rebeldes em Homs. Segundo informações, a cidade vizinha de Tal Kalakh também estaria sob ataque das tropas do governo. Em 29 de junho, forças do regime lançaram diversos ataques contra posições rebeldes nas cercanias de Homs, em especial na região da Cidade Velha e nos bairros de Khaldiyeh e Hamidiyeh. Segundo ativistas, os ataques eram acompanhados de pesados bombardeios aéreos. Um oficial do exército sírio, que participava desta ofensiva, teria dito que o avanço era "lento, porém efetivo". Contudo, segundo Rami Abdel Rahman, chefe do Observatório Sírio de Direitos Humanos, a principal ofensiva do governo em Homs teria perdido força frente a resistência imposta pelas forças da oposição, apesar dos bombardeios nas zonas rebeldes continuarem. Ainda no dia 29, o governo sírio reportou ter tomado a cidade vizinha de Al-Qariatayn, em uma campanha para se apoderar das linhas de suprimentos entre Homs e a província de Hama.
No começo de julho de 2013, as forças do governo renovaram sua ofensiva após receberem mais reforços. Segundo ativistas da oposição, a luta estava sendo travada prédio por prédio e o exército bombardeava incessantemente os redutos rebeldes e destruindo vários edifícios com artilharia pesada. Na noite do dia 5, tropas do regime conseguiram quebrar as defesas do bairro de Khalidiya e avançaram para o centro deste distrito, tomando vários prédios importantes no local. Nestes ataques, segundo o OSDH, 32 soldados do governo foram mortos, 24 destes apenas no primeiro dia. Mais oito militares teriam sido mortos em emboscadas no dia 4 de julho. As baixas dos rebeldes teriam sido bem menores em comparação, porém as perdas territoriais teriam sido piores. Em 6 de julho, o exército sírio voltou a avançar e, apesar da resistência enfrentada, progressos estariam sendo feitos. No dia 8, forças do regime avançaram sobre o estratégico bairro de Jaldiye, no centro da cidade. Dois dias depois, o distrito de Bab Hud também caiu nas mãos dos soldados de Assad. Ainda em julho, a Fortaleza dos Cavaleiros, considerado patrimônio mundial da Unesco, nas cercanias da cidade, foi bombardeado por aviões do governo.

### Intensificação da luta
Em meados de julho, a batalha parecia estar novamente seguindo para um impasse, com nenhum dos dois lados conseguindo dar o golpe decisivo no outro. O governo sírio respondeu intensificando os bombardeios contra redutos da oposição pela cidade. Em um desses bombardeios, em 22 de julho, um mausoléu histórico dedicado ao profeta Maomé no distrito de Khalid foi parcialmente destruído. Os rebeldes responderam a estes ataques com lançamento de foguetes caseiros e morteiros contra áreas controladas por forças do regime. Os bombardeios no bairro de Khalidiya, onde a batalha era feroz, prosseguiam também de forma intensa. Em 26 de julho, tropas leais ao ditador Bashar al-Assad finalmente conseguiram penetrar nas defesas de Khalidiya e também fizeram progressos no distrito de Jouret el-Shayah.

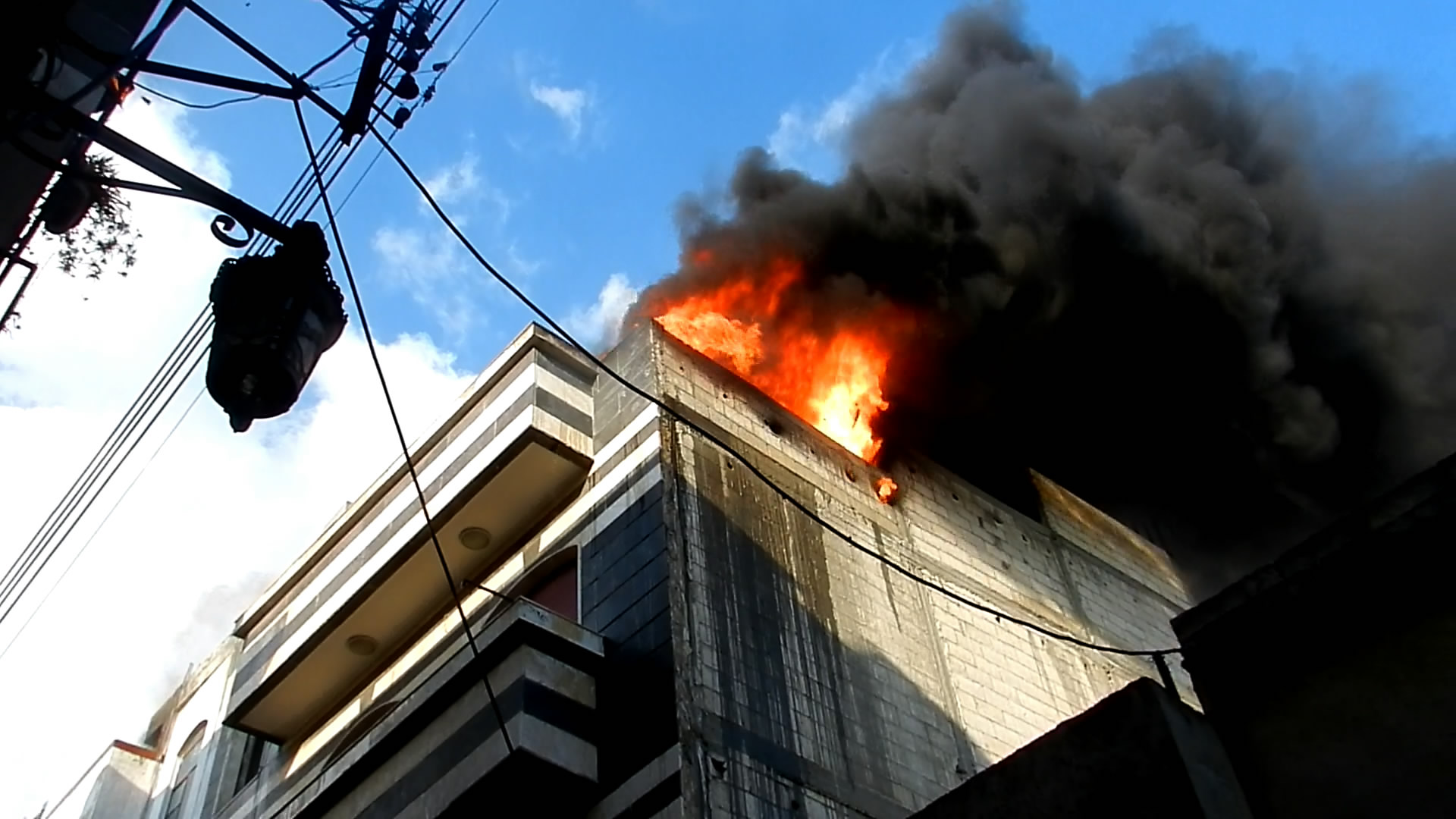
Um prédio queimando em Homs devido aos combates e bombardeios

Em 27 de julho, ativistas da oposição afirmaram que as forças do governo, apoiados com combatentes da milícia Hezbollah, já controlavam boa parte do estratégico distrito de Khalidiyeh, enquanto violentos combates rua a rua e pesados bombardeios ainda eram reportados. Ao anoitecer do mesmo dia, a Mesquita de Calide ibne Ualide, no centro deste bairro, considerado um ponto estratégico em Homs, acabou sendo tomado de assalto por militares leais ao regime. Em 29 de julho, a TV estatal síria afirmou que o exército nacional já ocupava o importante distrito de Khalidiyeh. Segundo o Observatório Sírio de Direitos Humanos (OSDH), foram registrados "os combates mais violentos neste bairro desde o início da ofensiva do governo" em meados de junho. O bairro de  Bab Houd também estaria sendo bombardeado, segundo ativistas. No dia primeiro de agosto, um depósito de munição usado por milícias pró-Assad explodiu no centro de Homs. Segundo o OSDH, grupos ligados aos rebeldes foram os responsáveis pela ação, que matou ao menos 40 pessoas. Em meados de setembro, o governo reforçou sua ofensiva na parte leste da cidade e assumiu o controle de seis vilarejos na região.
Em meados de outubro, os combates diminuíram de intensidade, enquanto o governo não conseguia subjugar os últimos focos de resistência dos rebeldes na cidade. No começo de novembro, a oposição lançou uma pequena ofensiva na região de Mahin, próximo ao centro do município. Após quase duas semanas de luta, segundo o Observatório Sírio dos Direitos Humanos, militantes da Frente al-Nusra e do Estado Islâmico do Iraque e do Levante, apoiados por homens do batalhão Al-Jadra e dos comandos de Baba Amr, assumiram o controle de vários edifícios deste bairro e também tomaram um arsenal que pertencia ao exército sírio. Aviões das forças do regime prosseguiram com bombardeio aéreos esporádicos pela região. Já em meados de novembro, segundo a mídia estatal, militares sírio leais ao governo tomaram de assalto três municípios na província de Homs em uma operação para livrar a região de guerrilheiros da oposição. Segundo informações, na cidade de Muhin, que também fora capturada após pesados bombardeios, havia pelo menos trinta e dois depósitos de munição usados pelos rebeldes. O regime, com apoio cada vez mais crescente do grupo xiita libanês Hezbollah, teria intensificado sua operações e ofensivas na região norte do país, incluindo em Homs, onde as forças de Assad vinham lutando a mais de dois anos para tentar assumir o controle daquela área.
Em novembro, o governo sírio iniciou mais uma nova ofensiva para tentar tomar os últimos bolsões de resistência da oposição em Homs. Segundo ativistas, a luta era intensa com poucos ganhos territoriais para qualquer lado. O governo sírio, em 18 de novembro, tomou as cidades vizinhas de Tall Hasel, al-Hadath, Houarin, Mouhin, Hujaira e Al-Sbayneh.
Em fevereiro de 2014, em meio ao impasse da batalha, o governo sírio e a oposição declararam uma trégua para que a ONU pudesse retirar os civis da região. Pelo menos 1 400 pessoas teriam sido removidas nas primeiras duas semanas. Ambos os lados se acusaram de romper a trégua em uma ou outra ocasião.

### Ofensivas do governo sírio e última resistência
Em março, as forças do regime sírio lançaram uma nova ofensiva para tentar, de uma vez por todas, tomar os últimos focos de resistência da oposição armada em Homs. A batalha foi feroz e o governo até que fez progressos, em bairros como Al Waer. Em abril, na área de Jourat al-Shayyah, uma explosão de origem desconhecida matou pelo menos 50 rebeldes. Entre março e abril, foi estimado que entre 300 e 1 000 combatentes da oposição se renderam, enquanto a resistência começou a desmoronar. Em 10 de abril, as tropas do governo lançaram uma pesada ofensiva contra a região da Cidade Velha. Com apoio de milicianos, os militares de Assad avançaram no bairro de Wadi al-Sayeh e tomaram vários prédios chaves, de acordo com a mídia estatal. Fontes do governo também afirmaram que progressos estavam sendo feitos na região estratégica de Bab Houd. Com os últimos bolsões de resistência sob enorme pressão, a situação dos rebeldes começou a se deteriorar rapidamente. Como uma forma de defesa final, grupos de guerrilheiros islamitas prepararam diversos atentados contra áreas da cidade controladas pelo regime. Por exemplo, em 18 de abril, uma explosão perto de uma mesquita matou pelo menos 14 pessoas.
Em 19 de abril, militantes da oposição lançaram um desesperado contra ataque, sob a cobertura de diversos atentados a bomba contra postos de controle do exército sírio. Em Jeb al-Jandali, por exemplo, uma explosão matou cinco soldados. Em um outro posto, militares desertaram e abandonaram suas posições. No dia seguinte, aproveitando a brecha nas linhas inimigas, os rebeldes tomaram vários pontos da região. O governo respondeu bombardeando toda a área. Dois dias mais tarde, as forças do regime voltaram a fazer progressos, empurrando os insurgentes contra a parede. Em 22 de abril, o número de soldados rebeldes que se rendiam ou simplesmente fugiam da luta aumentou consideravelmente, especialmente na região da Cidade Velha. Porém, alguns guerrilheiros se entrincheiraram para tentar uma última resistência. Ao mesmo tempo, uma série de explosões em áreas controladas pelo regime, mataram pelo menos 60 pessoas. Segundo informações, militantes que tentavam se render estavam sendo mortos pelos próprios rebeldes, para desencorajar deserções. Um ativista da oposição falou que, apesar da resistência, a cidade cairia em poucos dias.

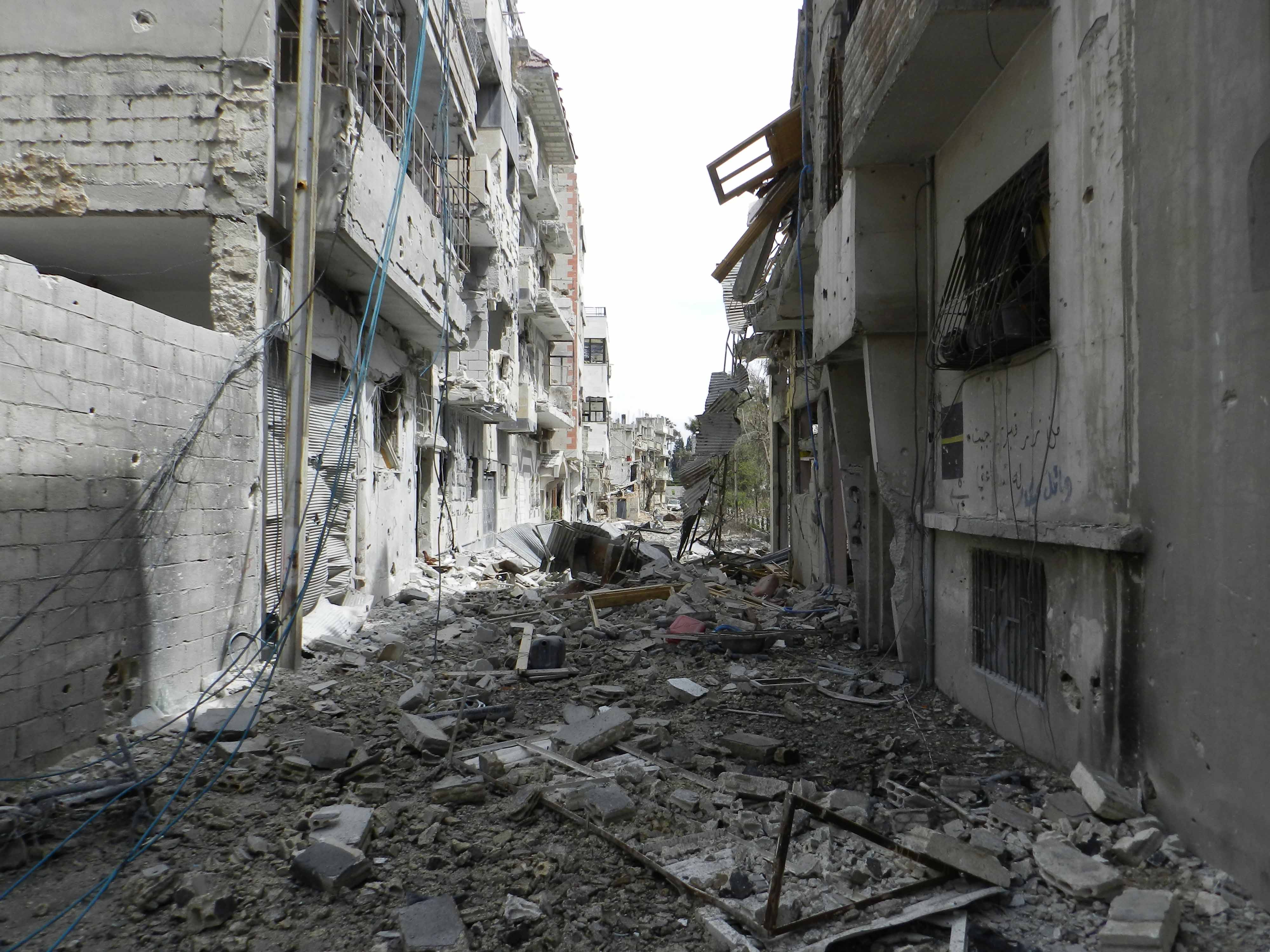
Uma rua em Homs. Outrora uma populosa e vibrante cidade, a região acabou ficando em ruínas depois de quase três anos de intensos combates

Em 29 de abril, duas explosões de carros bomba em regiões alauítas teriam matado 100 pessoas (pelo menos 80 seriam civis). Os atentados, de autoria da organização Jabhat an-Nuṣrah, miravam combatentes da milícia pró-governo Shabiha. Também foi reportado violentos combates e um elevado número de mortes nos dias seguintes, com nenhum dos dois lados fazendo significativos progressos até aquele momento.

### Trégua, retirada e fim dos combates
Em 2 de maio, um acordo de cessar-fogo foi acertado entre militantes da oposição e tropas leais ao governo. Segundo ativistas, pelo menos 1 500 rebeldes que estavam entrincheirados na cidade teriam recebido permissão de se retirar da região sem serem molestados. A evacuação começou cinco dias depois, segundo autoridades sírias, com o propósito de trazer um fim pacífico a sangrenta batalha que já durava pelo menos 36 meses até então. O acerto também incluía troca de prisioneiros e entrada de ajuda humanitária as centenas de civis que ainda estavam em Homs. Essas operações foram realizadas sob supervisão da ONU.
Finalmente, em 8 de maio de 2014, após três anos de intensos combates, a luta por Homs terminava. Neste mesmo dia, os últimos ônibus transportando combatentes rebeldes deixaram o centro antigo do município, a maioria com destino a Dar al Kabira, que ainda estava em mãos de simpatizantes da oposição ao regime de Assad. Logo após a retirada dos rebelados, forças leias ao governo adentraram nos últimos bairros de Homs que não tinham conquistado. Na região chamada de Cidade Velha (onde os opositores resistiram por quase 20 meses ao cerco), soldados do exército sírio ergueram a bandeira nacional. A televisão estatal então anunciou que o município "ficou limpo de grupos terroristas armados".
No entardecer do dia 9 de maio, foi reportado a retirada oficial de Homs do último comboio com opositores. Muitos moradores que haviam deixado a cidade devido aos combates decidiram retornar para suas velhas casas.

## Importância estratégica e legado
Homs foi chamada pelos simpatizantes da oposição ao regime Assad como "a Capital da Revolução". Foi uma das primeiras grandes cidades a ser tomada pelos rebeldes, registrando alguns dos maiores protestos anti-governo do começo da guerra. A resposta das forças governistas foi intensa e brutal. A ONU denunciou a morte de inocentes em bombardeios e execuções sumárias. A situação humanitária da população da região foi descrita como 'péssima'.
A conquista da cidade foi uma vitória tanto estratégica quanto propagandística para o regime, que conquistou mais um triunfo em uma grande batalha contra as forças da oposição. A superioridade bélica e numérica das tropas do governo acabou vencendo, mas a um preço terrivelmente alto. A batalha de Homs foi possivelmente uma das mais violentas e sangrentas de toda a guerra, deixando um rastro de destruição e milhares de refugiados. Os rebeldes culparam a derrota na falta de unidade entre os opositores, e principalmente na falta de apoio internacional a sua causa. Enquanto a oposição sofria com a falta de suprimentos, o governo recebia vasto apoio de nações como Irã e a Rússia. A milícia libanesa Hezbollah também desempenhou um crucial papel enviando combatentes para a linha de frente.
Além do valor simbólico, Homs também era uma cidade estrategicamente importante. Para o governo, ela ligava a capital Damasco com a região norte e a costa, onde muitos alauítas (minoria étnica que controla a nação) moram. O município também era uma área de preparação e uma rota de suprimentos importante para os rebeldes. Embora os combates nas regiões vizinhas continuassem em nível baixo, esta foi uma das principais vitórias das forças de Bashar al-Assad em todo o conflito. A batalha por Homs durou aproximadamente 1 100 dias.